# Attaque de Bani Bangou (2025)
Pour les articles homonymes, voir Attaque de Bani Bangou.
Guerre du Sahel
Batailles
- Tlemss
- 1re Tilwa
- Tabankort
- Ouraren
- Adrar Bouss
- Agadez et Arlit
- Tchibarakaten
- Mangaïzé
- Tazalit
- 1re Bani Bangou
- 2e Tilwa
- Wanzarbé
- Abala
- Midal
- 1re Tongo Tongo
- 1re Ayorou
- 2e Tongo-Tongo
- Baley Beri
- 1re Inates
- 2e Inates
- Sanam
- Chinégodar
- 2e Ayorou
- 2e Bani Bangou
- Taroun
- Torodi
- Adabda
- Intagamey
- Koutougou
- Tabatol
- Takanamat
- Teguey
- Chatoumane
- Eknewane
- 3e Bani Bangou

L'attaque de Bani Bangou a lieu le 19 juin 2025 pendant la guerre du Sahel.

## Déroulement
Le 19 juin 2025, les djihadistes de l'État islamique dans le Grand Sahara (EIGS) lancent une attaque sur la ville de Bani Bangou. Selon le ministère de la défense nigérien, l'assaut est mené par une « horde de plusieurs centaines de mercenaires à bord de huit véhicules et plus de 200 motos ». Le journal Libération fait pour sa part état d'un nombre de 350 assaillants. 
Les djihadistes lancent l'attaque au sud et au nord-est de la ville, prenant en étau les camps de la garde nationale, la préfecture et les positions de la gendarmerie et de l'armée. Après les combats, la ville est occupée par les djihadistes, qui pillent et incendient les locaux de la préfecture, avant de se retirer en direction du Mali.

## Pertes
Le 20 juin, selon le ministère de la défense nigérien, 34 militaires sont tués et 14 autres blessés au cours de l'attaque,. RFI indique que le commandant en chef de la position militaire figure parmi les morts, selon des sources sécuritaires. Le bilan en date du 26 juin est porté à 71 morts
Il affirme également que des « dizaines de terroristes » ont été tués dans la riposte, à la suite de l'arrivée de renfort et du lancement d'une « opération aéroterrestre de ratissage ».
Cependant, selon Maria Malagardis, journaliste de Libération : « Plusieurs témoignages affirment [...] que l'arrivée des 350 jihadistes à Banibangou avait été observée et signalée tout le long de leur trajet. Sans déclencher aucun envoi de renforts ». RFI indique également que « de source sécuritaire, les positions militaires de la zone avaient été alertées de l'imminence d'une attaque, des colonnes de motos lourdement armées prenant la direction de Banibangou ayant été aperçues la veille à la frontière malienne »
L'attaque est revendiquée par l'État islamique, qui affirme avoir contrôlé la ville pendant deux heures et détruit plus de 25 véhicules, tandis que le nombre de ses combattants tués « ne dépasse pas le nombre des doigts d’une main ».

## Conséquences
Le 24 juin, les soldats du 13e bataillon interarmes de Filingué refuse une mission de relève à Banibangou sans avoir d'abord obtenu plus de moyens, et surtout un appui aérien. Le 25 juin, la compagnie mobile de contrôle des frontières de Téra refuse de partir en mission, le chef de corps est séquestré, battue puis hospitalisé en Turquie.